# 雷索希爾卡 (日梅林卡區)
49°13′57″N 27°58′58″E / 49.23250°N 27.98278°E
雷索希爾卡（烏克蘭語：Лисогірка）是位於烏克蘭西南部文尼察州日梅林卡區的村莊，始建於十三世紀，面積2.18平方公里，海拔高度328米，2001年人口457，人口密度每平方公里209.63人。